# Pseudotothyris
Pseudotothyris (Псевдототиріс) — рід риб триби Otothyrini з підродини Hypoptopomatinae родини Лорікарієві ряду сомоподібні. Має 3 види. Наукова назва походить від грецьких слів pseudes, тобто «несправжній», otis — «вухо», thyris — «маленькі двері».

## Опис
Загальна довжина представників цього роду коливається від 4 до 5 см. Зовнішністю схожі на сомів родів Otocinclus та Otothyris. Голова помірно широка. Одонтоди (шкіряні зубчики) розвинені лише на верхній частині морди. Очі доволі великі. Тулуб стрункий, вкрито дрібними кістковими пластинками. Капсула плавального міхура дуже збільшена. Спинний плавець відносно довгий. Грудні плавці порівняно довгі, черевні поступаються останнім. Жировий плавець відсутній. Анальний плавець низький, помірної довжини. Хвостовий плавець короткий і широкий.
Забарвлення переважно піщано-жовте. Від носа через ока й вздовж бічної лінії до хвостового плавця проходить темна смуга.

## Спосіб життя
Це демерсальні риби. Воліють до прісної й прозорої води. Зустрічаються у невеликих водоймах. Тримають косяками різних укриттів неподалік від дна. Активні у присмерку або вночі. Живляться м'якими водоростями.

## Розповсюдження
Мешкають у прибережних річках південно-західної Бразилії (між штатами між Ріо-де-Жанейро і Санта-Катарина).

## Тримання в акваріумі
Потрібна ємність від 60 літрів. На дно насипають дрібний пісок темних тонів і поміщають як декорації невеликі корчі та каміння. Забезпечити наявність у водоймі опалого листя дерев і гілок. Рослинність повинна займати не більше 30 % площі.
Неагресивні риби. Містять групою від 10 особин. Сусідами можуть бути дрібні харацинові — нанностомуси, аксельрод, а також хастатуси і хабросуси. У великих ємностях отоцинклюси знайдуть самі ніж прогодуватися. Залишається їх тільки підгодовувати шматочками свіжих овочів і таблетками (чіпсами) для рослиноїдних сомів. З технічних засобів знадобиться внутрішній фільтр середньої потужності для створення помірної течії, компресор. Температура тримання повинна становити 20-25 °C.

## Види
- Pseudotothyris ignota
- Pseudotothyris janeirensis
- Pseudotothyris obtusa